# Piper staminodiferum
Piper staminodiferum är en pepparväxtart som beskrevs av C. Dc.. Piper staminodiferum ingår i släktet Piper och familjen pepparväxter. Inga underarter finns listade i Catalogue of Life.